# FK Mordovia Saransk
Maillots
Le Mordovia Saransk (en russe : «Мордовия» Саранск) est un club de football de Saransk, la capitale de la République de Mordovie, en Russie.

## Histoire

### Période soviétique (1961-1991)
Fondé en 1961 sous le nom Stroïtel, le club connaît plusieurs noms au cours de son histoire, devenant rapidement le Spartak Saransk dès le mois d'août 1961 avant de se renommer Elektrosvet entre 1972 et 1980 puis Svetotekhnika jusqu'en 2002, date à laquelle il devient le Lisma-Mordovia puis tout simplement le Mordovia à partir de 2005.
Le club dispute son premier match officiel le 2 mai 1961 face au Geolog Tioumen dans le cadre de la cinquième zone du groupe RSFS de Russie de la deuxième division soviétique, dont il termine par ailleurs avant-dernier à l'issue de la saison. Il continue par la suite d'évoluer dans les basses divisions soviétiques jusqu'à sa dissolution à l'issue de la saison 1991.

### Période russe (depuis 1992)
Intégré au groupe centre de la nouvelle deuxième division russe en 1992, il s'y maintient deux saisons avant d'être relégué en troisième division où il évolue neuf saisons, d'abord dans le groupe Centre puis dans le groupe Povoljié à partir de 1998. Terminant premier de ce dernier groupe en 2000 puis en 2001, le Svetotekhnika échoue cependant à la promotion dans les deux cas à l'issue de barrages respectivement face au Kouban Krasnodar puis au SKA Rostov. Il retrouve finalement la deuxième division en terminant une troisième fois d'affilée premier de son groupe lors de la saison 2002, les barrages de promotion prenant fin à partir de cette saison à la faveur d'une promotion directe pour les premiers de groupe. Après une quatorzième place pour son retour en deuxième division, il est cependant relégué dès la saison suivante en terminant avant-dernier et largement relégable avec vingt-six points en quarante-deux matchs.
Le Mordovia fait par la suite régulièrement l'ascenseur entre le deuxième et le troisième échelon jusqu'à la saison 2011-2012 qui le voit remporter le championnat avec pas moins de cent points en cinquante-deux matchs, lui permettant de découvrir la première division pour la première fois de son histoire lors de la saison 2012-2013. Il est cependant relégué directement en terminant avant-dernier. Il fait son retour dans l'élite dès la saison suivante, remportant une nouvelle fois la deuxième division. La saison 2014-2015 est cette fois plus productive, l'équipe entraînée par Iouri Siomine parvenant à atteindre la huitième place et se maintenant confortablement avec huit points d'avance sur les barrages de relégation. La période de grâce est cependant de courte durée, Siomine quittant le club dès la fin de saison tandis que le Mordovia dégringole sportivement et termine dernier dès la saison suivante avant d'enchaîner une deuxième relégation d'affilée en terminant dix-septième de deuxième division en 2017.
Intégré au groupe Oural-Privoljié de la troisième division pour la saison suivante, il termine premier du groupe sans difficulté et retrouve la deuxième division dès la saison 2018-2019. Il assure par la suite son maintien sans grandes difficultés, passant la quasi-totalité de l'exercice dans le milieu de classement pour se classer finalement douzième. Il se voit cependant retirer trois points administrativement peu après la fin de la saison, le faisant descendre en quatorzième position. Le club termine l'exercice suivant en vingtième et dernière position lors de l'arrêt prématuré du championnat du fait de la pandémie de Covid-19 en Russie, mais est sauvé sportivement par l'annulation des relégations. Cependant, le Mordovia s'avère par la suite incapable de réunir les fonds nécessaires à l'obtention d'une licence pour la saison 2020-2021 et doit finalement quitter la deuxième division. Il échoue par la suite à conserver son statut professionnel et tombe dans les divisions amateurs.

## Bilan sportif

### Palmarès
- Championnat de Russie de deuxième division :
  - Champion : 2012 et 2014.

- Championnat de Russie de troisième division
  - Champion : 2000 (zone Povoljié), 2001 (zone Povoljié), 2002 (zone Povoljié), 2009 (zone Oural-Povoljié) et 2018 (zone Oural-Privoljié).

### Classements en championnat
La frise ci-dessous résume les classements successifs du club en championnat d'Union soviétique.
La frise ci-dessous résume les classements successifs du club en championnat de Russie.

### Bilan par saison
Légende
- Promotion en division supérieure
- Relégation en division inférieure

#### Période soviétique
| Saison    | Championnat  | Championnat  | Championnat  | Championnat  | Championnat  | Championnat  | Championnat  | Championnat  | Championnat  | Championnat  | Coupe d'URSS     |
| Saison    | Division     | Pos          | Pts          | J            | V            | N            | D            | BP           | BC           | Diff         | Coupe d'URSS     |
| --------- | ------------ | ------------ | ------------ | ------------ | ------------ | ------------ | ------------ | ------------ | ------------ | ------------ | ---------------- |
| 1961      | 2e Russie 5  | 12e          | 13           | 24           | 3            | 7            | 14           | 14           | 48           | -34          | Premier tour Q   |
| 1962      | 2e Russie 2  | 16e          | 17           | 30           | 4            | 9            | 17           | 29           | 58           | -29          | Premier tour Q   |
| 1963      | 3e Russie 2  | 17e          | 18           | 32           | 4            | 10           | 18           | 24           | 61           | -37          | Deuxième tour Q  |
| 1964      | 3e Russie 2  | 9e           | 33           | 32           | 8            | 17           | 7            | 32           | 35           | -3           | Premier tour Q   |
| 1965      | 3e Russie 3  | 16e          | 31           | 38           | 8            | 15           | 15           | 25           | 44           | -19          | —                |
| 1966      | 3e Russie 2  | 13e          | 28           | 34           | 10           | 8            | 16           | 27           | 35           | -8           | Deuxième tour Q  |
| 1967      | 3e Russie 2  | 17e          | 24           | 36           | 5            | 14           | 17           | 15           | 37           | -22          | Deuxième tour Q  |
| 1968      | 3e Russie 2  | 17e          | 27           | 38           | 8            | 11           | 19           | 31           | 49           | -18          | Troisième tour Q |
| 1969      | 3e Russie 3  | 12e          | 29           | 34           | 8            | 13           | 13           | 36           | 37           | -1           | —                |
| 1970      | 4e Russie 2  | 8e           | 38           | 34           | 12           | 14           | 8            | 31           | 22           | +9           | —                |
| 1971      | 3e Zone 4    | 17e          | 33           | 38           | 11           | 11           | 16           | 29           | 40           | -11          | —                |
| 1972      | 3e Zone 5    | 16e          | 0            | 32           | 4            | 10           | 18           | 22           | 30           | -8           | —                |
| 1973-1979 | Club inactif | Club inactif | Club inactif | Club inactif | Club inactif | Club inactif | Club inactif | Club inactif | Club inactif | Club inactif | Club inactif     |
| 1980      | 3e Zone 2    | 17e          | 14           | 34           | 4            | 6            | 24           | 22           | 80           | -58          | —                |
| 1981      | 3e Zone 2    | 9e           | 31           | 32           | 10           | 11           | 11           | 31           | 37           | -6           | —                |
| 1982      | 3e Zone 2    | 11e          | 30           | 32           | 12           | 6            | 14           | 38           | 43           | -5           | —                |
| 1983      | 3e Zone 1    | 5e           | 35           | 30           | 13           | 9            | 8            | 36           | 28           | +8           | —                |
| 1984      | 3e Zone 1    | 8e           | 37           | 32           | 14           | 9            | 9            | 51           | 35           | +26          | —                |
| 1985      | 3e Zone 2    | 9e           | 26           | 28           | 11           | 4            | 13           | 36           | 41           | -5           | Premier tour     |
| 1986      | 3e Zone 2    | 12e          | 27           | 32           | 11           | 5            | 16           | 30           | 44           | -14          | —                |
| 1987      | 3e Zone 2    | 16e          | 21           | 32           | 6            | 9            | 17           | 21           | 47           | -26          | —                |
| 1988      | Club inactif | Club inactif | Club inactif | Club inactif | Club inactif | Club inactif | Club inactif | Club inactif | Club inactif | Club inactif | Club inactif     |
| 1989      | 3e Zone 2    | 17e          | 33           | 42           | 13           | 7            | 22           | 43           | 73           | -30          | —                |
| 1990      | 4e Zone 7    | 12e          | 27           | 32           | 10           | 7            | 15           | 33           | 55           | -22          | —                |
| 1991      | 4e Zone 5    | 2e           | 57           | 42           | 25           | 7            | 10           | 76           | 35           | +31          | —                |

1. ↑  Le club est exclu de la compétition après 25 matchs joués. L'intégralité de ses points lui sont retirés.

#### Période russe
| Saison    | Championnat        | Championnat | Championnat | Championnat | Championnat | Championnat | Championnat | Championnat | Championnat | Championnat | Coupe de Russie     |
| Saison    | Division           | Pos         | Pts         | J           | V           | N           | D           | BP          | BC          | Diff        | Coupe de Russie     |
| --------- | ------------------ | ----------- | ----------- | ----------- | ----------- | ----------- | ----------- | ----------- | ----------- | ----------- | ------------------- |
| 1992      | 2e Centre          | 13e         | 29          | 34          | 11          | 7           | 16          | 50          | 66          | -16         | —                   |
| 1993      | 2e Centre          | 13e         | 32          | 38          | 12          | 8           | 18          | 51          | 66          | -15         | Quarts de finale    |
| 1994      | 3e Centre          | 12e         | 25          | 32          | 6           | 13          | 13          | 21          | 39          | -18         | Premier tour        |
| 1995      | 3e Centre          | 8e          | 62          | 40          | 18          | 8           | 14          | 43          | 48          | -5          | Deuxième tour       |
| 1996      | 3e Centre          | 10e         | 60          | 42          | 16          | 12          | 14          | 53          | 49          | +4          | Troisième tour      |
| 1997      | 3e Centre          | 15e         | 45          | 40          | 12          | 9           | 19          | 64          | 69          | -5          | Deuxième tour       |
| 1998      | 3e Povoljié        | 7e          | 57          | 36          | 16          | 9           | 11          | 54          | 36          | +18         | Premier tour        |
| 1999      | 3e Povoljié        | 12e         | 40          | 34          | 11          | 7           | 16          | 34          | 52          | -18         | Deuxième tour       |
| 2000      | 3e Povoljié        | 1er         | 83          | 34          | 27          | 2           | 5           | 62          | 32          | +30         | Deuxième tour       |
| 2001      | 3e Povoljié        | 1er         | 85          | 34          | 28          | 1           | 5           | 79          | 17          | +62         | Troisième tour      |
| 2002      | 3e Povoljié        | 1er         | 76          | 30          | 24          | 4           | 2           | 68          | 19          | +49         | Seizièmes de finale |
| 2003      | 2e                 | 14e         | 53          | 42          | 15          | 8           | 19          | 54          | 60          | -6          | Cinquième tour      |
| 2004      | 2e                 | 21e         | 26          | 42          | 5           | 11          | 26          | 24          | 62          | -38         | Cinquième tour      |
| 2005      | 3e Centre          | 7e          | 51          | 34          | 15          | 6           | 13          | 46          | 41          | +5          | Cinquième tour      |
| 2006      | 3e Centre          | 2e          | 72          | 30          | 22          | 6           | 6           | 64          | 30          | +34         | Quatrième tour      |
| 2007      | 2e                 | 19e         | 43          | 42          | 13          | 4           | 25          | 44          | 88          | -44         | Seizièmes de finale |
| 2008      | 3e Centre          | 7e          | 56          | 34          | 16          | 8           | 10          | 46          | 38          | +8          | Cinquième tour      |
| 2009      | 3e Oural-Povoljié  | 1er         | 77          | 30          | 24          | 5           | 1           | 68          | 13          | +55         | Troisième tour      |
| 2010      | 2e                 | 6e          | 58          | 38          | 16          | 10          | 12          | 31          | 30          | +1          | Quarts de finale    |
| 2011-2012 | 2e                 | 1er         | 100         | 52          | 29          | 13          | 10          | 91          | 56          | +35         | Seizièmes de finale |
| 2011-2012 | 2e                 | 1er         | 100         | 52          | 29          | 13          | 10          | 91          | 56          | +35         | Seizièmes de finale |
| 2012-2013 | 1re                | 15e         | 20          | 30          | 5           | 5           | 20          | 28          | 54          | -26         | Huitièmes de finale |
| 2013-2014 | 2e                 | 1er         | 73          | 36          | 22          | 7           | 7           | 59          | 30          | +29         | Huitièmes de finale |
| 2014-2015 | 1re                | 8e          | 38          | 30          | 11          | 5           | 14          | 22          | 43          | -21         | Quarts de finale    |
| 2015-2016 | 1re                | 16e         | 24          | 30          | 4           | 12          | 14          | 30          | 50          | -20         | Seizièmes de finale |
| 2016-2017 | 2e                 | 17e         | 40          | 38          | 11          | 7           | 20          | 39          | 50          | -11         | Seizièmes de finale |
| 2017-2018 | 3e Oural-Privoljié | 1er         | 56          | 24          | 17          | 5           | 2           | 38          | 8           | +30         | Deuxième tour       |
| 2018-2019 | 2e                 | 14e         | 44-3        | 38          | 12          | 11          | 15          | 37          | 46          | -9          | Quatrième tour      |
| 2019-2020 | 2e                 | 20e         | 19          | 27          | 4           | 7           | 16          | 21          | 44          | -23         | Seizièmes de finale |

## Personnalités du club

### Entraîneurs
La liste suivante présente les différents entraîneurs connus du club depuis sa fondation.
- Vladimir Gavrilov (mai 1961-juillet 1961)
- Mikhaïl Masekhnovitch (août 1961-décembre 1961)
- Vadim Koublitski (1962-juillet 1963)
- Grigori Petrov (août 1963-décembre 1963)
- Alekseï Sokolov (ru) (1964-juillet 1965)
- Stanislav Leouta (septembre 1965-décembre 1965)
- Vassili Gretchichnikov (1966)
- Nikolaï Tcherkasov (janvier 1967-juin 1967)
- Stanislav Leouta (août 1967-décembre 1967)
- Boris Nikiforov (1968-1969)
- Nikolaï Mikhaliov (1970-1971)
- Boris Beretski (1972)
- Boris Nikiforov (janvier 1980-juillet 1980)
- Valeri Kalougine (juillet 1980-1984)
- Viatcheslav Zolkine (1985-juin 1986)
- Valeri Kalougine (août 1986-1987)
- Igor Chinkarenko (1988)
- Jemal Silagadze (1989)
- Alfred Fiodorov (janvier 1990-avril 1990)
- Vladimir Tsariov (avril 1990-décembre 1990)
- Vladimir Ierofeïev (1991)
- Vladimir Soloviov (1992-juin 1994)
- Iouri Smirnov (juin 1994-septembre 1994)
- Valeri Tretiakov (septembre 1994-décembre 1994)
- Aleksandr Koroliov (1995-1996)
- Vladimir Bibikov (1997-juillet 1998)
- Vladimir Ierofeïev (juillet 1998-décembre 1998)
- Alekseï Bessonov (janvier 1999-juillet 1999)
- Valeri Gouba (juillet 1999-décembre 1999)
- Aleksandr Khomoutetski (2000-mai 2004)
- Vladimir Dergatch (mai 2004-décembre 2004)
- Vladimir Bibikov (2005)
- Iouri Outkine (mars 2006-décembre 2008)
- Fiodor Chtcherbatchenko (janvier 2009-novembre 2012)
- Dorinel Munteanu (décembre 2012-juin 2013)
- Sergueï Podpaly (juin 2013-août 2013)
- Yuriy Maksymov (août 2013-mai 2014)
- Iouri Siomine (mai 2014-juin 2015)
- Andreï Gordeïev (juin 2015-avril 2016)
- Marat Moustafine (avril 2016-juin 2016)
- Dmitri Cheryshev (juin 2016-janvier 2017)
- Marat Moustafine (janvier 2017-octobre 2019)
- Rouslan Moukhametchine (octobre 2019-février 2020)
- Oleg Vassilenko (février 2020-)

### Joueurs emblématiques
Les joueurs internationaux suivants ont joué pour le club. Ceux ayant évolué en équipe nationale lors de leur passage au Mordovia sont marqués en gras.
- Artur Sarkisov (2016)
- Igor Shitov (2014-2016)
- Gerson Acevedo (en) (2011-2012)
- Tomislav Dujmović (2012-2013)
- Akaki Khubutia (en) (2013-2014)
- Nukri Revishvili (2015-2016)
- Vitaliy Abramov (en) (2003)
- Aleksei Muldarov (en) (2009-2012)
- Yevgeni Tarasov (en) (2004)
- Sergey Zhunenko (en) (2002-2003)
- Darius Maciulevičius (en) (2004)
- Ilie Cebanu (2014-2017)
- Iulian Erhan (en) (2010)
- Alexandru Suvorov (2013-2015)
- Vladimir Božović (2013-2015)
- Aleksandr Sayun (en) (2002)
- Yannick Djaló (2015-2016)
- Daniel Oprița (en) (2013)
- Ievgueni Aldonine (2012-2013)
- Anton Bobior (2012-2016)
- Dmitri Kiritchenko (2013)
- Kirill Pantchenko (2010-2013)
- Viktor Vassine (2014-2015)
- Oleg Veretennikov (2003)
- Marko Lomić (2014-2016)
- Borut Semler (en) (2010-2011)
- Dalibor Stevanović (2015-2016)

## Identité visuelle

2008-2015
Depuis 2015